# نیو ایونین (تنسی)
نیو ایونین(به انگلیسی: New Union) شهری در ایالت تنسی کشور ایالات متحده آمریکا است که جمعیت آن در سرشماری سال ۲۰۱۰ میلادی، ۱٬۴۳۱ نفر بوده‌است.